# Trauerflor

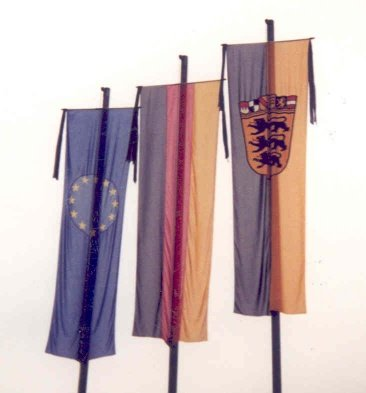
Flaggen mit Trauerflor

Paul Diercke mit Trauerflor, 1907

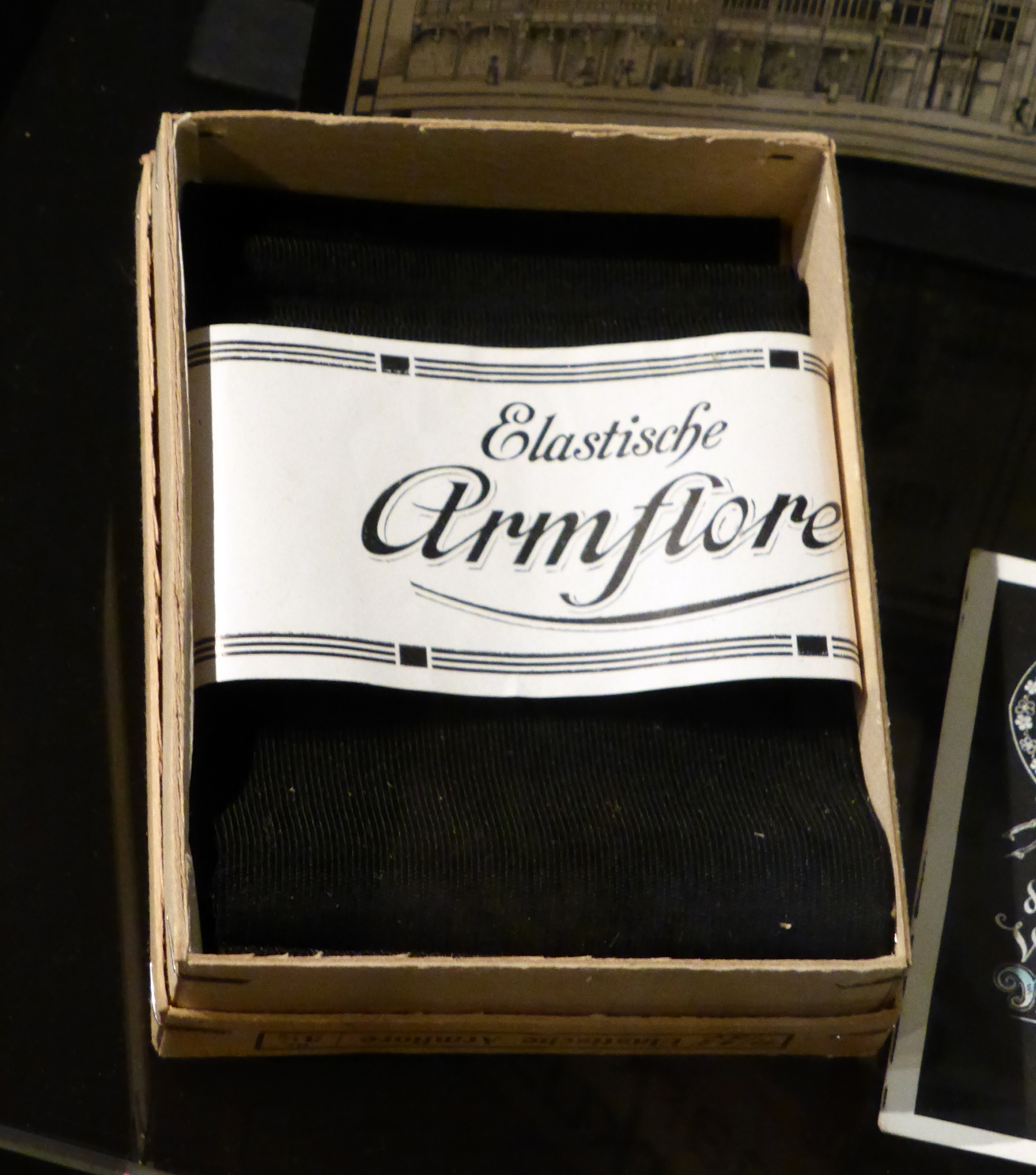
Trauerflor (elastische Armbinde)

Einfacher schwarzer Trauerflor

Ein Trauerflor ist ein schwarzer Stoff zum Ausdruck offizieller Anteilnahme in einem Todesfall. Es kann ein langes textiles Band, eine Schleife oder eine Armbinde sein. Er wird beispielsweise bei Trauerbeflaggung der Flagge als nationales Symbol beigefügt. Hierbei darf in Deutschland Trauerflor nur dann an der Flagge angebracht werden, wenn keine Möglichkeit besteht, die Flagge auf halbmast zu setzen.

## Historische Verwendung
Bis in die 1970er Jahre war es in Deutschland für Männer in der Trauerzeit (sechs Wochen oder ein Jahr) üblich, bei nicht schwarzer Oberbekleidung am linken Ärmel ein etwa handbreites Stück Trauerflor anzubringen. Für Frauen war schwarze Oberbekleidung und eventuell eine Kopfbedeckung üblich.
Ganz ähnlich wurden Trauerflore in Österreich anlässlich des Tods eines sehr nahen Familienangehörigen getragen: auf halber Höhe des Oberarms, als oft elastische Schleife über den Ärmel von Straßenbekleidung, also Mantel oder Jacke – in den 1950er Jahren eher 8 cm breit, um 1980 schon selten und nur mehr halb so breit. Auch als schmaler Textilstreifen quer über das rechte obere Eck (des Bilderrahmens oder der Verglasung) eines Bildes einer gestorbenen Person, etwa des Porträts eines Firmengründers oder des Bundespräsidenten im Klassenzimmer einer öffentlichen Schule.

## Beispiele heutiger Nutzung
Nicht nur Flaggen, sondern auch Fahrzeuge werden teilweise mit Trauerflor ausgestattet, um Mitgefühl auszudrücken. So wurden nach den Terroranschlägen am 11. September 2001 viele Fahrzeuge der BOS (z. B. Feuerwehr- oder Rettungsdienstfahrzeuge) mit einem Trauerflor versehen.
Als kleine Schleife an der Kleidung getragen, bringt der Trauerflor darüber hinaus eigene Betroffenheit und Respekt zum Ausdruck. Er wird meistens von Personen getragen, die nicht mit dem verstorbenen Menschen verwandt sind, ist also ein individuelles Symbol für Trauer.
Auch bei Mannschaftssportarten kommen Trauerflore in Form von schwarzen, elastischen Binden zum Einsatz, zum Beispiel beim Tod eines Mannschaftskameraden. Nach dem Tod von Robert Enke spielte die 1. und 2. Fußball-Bundesliga am folgenden Spieltag mit Trauerflor. Ebenso wurde nach dem Erdbeben in Japan 2011 mit Trauerflor gespielt.
Ein weiteres Beispiel von Trauerfloren findet sich bei Beerdigungen an den Kränzen. Diese Flore sind oftmals mit einer gewebten oder aufgedruckten Inschrift versehen wie „Zum letzten Gruß“ oder „In Trauer, dein(e) …“. Bei offiziellen Kranzniederlegungen durch Politiker (z. B. an Gedenkstätten zur Gefallenenehrung) ist es üblich, dass der Kranz von anderen Personen herbeigetragen wird oder bereits an der vorgesehenen Stelle liegt. Der nach dem Protokoll mit der Kranzniederlegung Beauftragte (z. B. ein Staatsoberhaupt oder Regierungsvertreter) ordnet dann symbolisch nur noch die Trauerflore.
Des Weiteren werden Trauerflore in Form von schwarzen Schleifen auch an Einsatzfahrzeugen von Katastrophenschutz, Feuerwehr und Hilfsorganisationen angebracht. Dies geschieht insbesondere, nachdem Einsatzkräfte im Einsatz tödlich verunglückt sind.